# ニコニコミュニティ
ニコニコミュニティとは、ニコニコ動画でかつて提供されていたサービスの一つで、ニコニコ生放送と直結した機能であった。2008年7月5日に導入され、2024年6月からはサイバー攻撃の影響でサービスを休止していたが、復旧不能と判断され、2024年8月5日付でサービス終了となった。

## 概要
この機能は、ニコニコ動画（夏）の新機能としてに2008年7月5日に導入され、当初はmixiなどのようなSNS機能を持ったサイトと同じような趣旨のもと設立されたが、ニコニコ動画 (ββ) でのユーザー生放送開始により放送用コミュニティーを設立する人が多くなった。そのため、ユーザー生放送導入以前に作られた動画専用コミュも存在していた。なお、この機能は全ユーザーが設立が可能な機能であるが一般会員は一部は制限があった。
2024年6月のサイバー攻撃を受け、ニコニコの他サービスと共に、サービスを一時休止していた。2024年7月26日、他サービスの再開見込みの発表と合わせ、コミュニティに関しては、復旧に必要なデータが消失したためにサービス再開を断念せざるを得ない状況にあると発表された（サイバー攻撃による唯一のサービス完全終了）。また、サービス終了後に一部ユーザーから「フォローしていたコミュニティで放送していたユーザーを見つけられない」との声もあり、同年9月4日にニコニコ生放送にてフォローしていたコミュニティのオーナーユーザーが確認可能なページを公開したと発表した。

## 機能説明
コミュニティーへの参加
コミュニティーへの参加は一般・プレミアム関係なくできる。しかし、その上限は決まっており一般が100、プレミアムが600である。
掲示板
放送の感想やニコニコ関連ツールの開発要望などいろんなことが書き込める機能。また、大百科と連携しているためお絵カキコなどの一部機能が使える。
管理権限移譲・解散
ニコニコミュニティの管理が困難になった際、ほかのプレミアム会員にコミュの管理権限を委譲したりコミュニティごと解散させる2つの方法がある。
なお、管理権限を委譲すると、放送権限などがいったん全部剥奪される。また、コミュの解散は間違ってしても、復元などの作業はしてもらえない。
最近は、プレミアム会員が一般会員になってもコミュは残るようになっている。
追い出し機能
もし、どうしても迷惑なメンバーがいた際、コミュから勝手に追い出すことができる機能である。

### オーナー権限と権限譲渡

#### ニコニコミュニティ関連
掲示板の記事の削除
掲示板で誹謗中傷や宣伝など自分のコミュ掲示板に不適切と思われる項目について消すことができる機能。管理者は消すことができるが、そのほかにも権限が与えられたものはその記事を削除できる。
お知らせの編集
コミュオーナーが放送予定などコミュにずっと表示しなくてもいいようなことを書き込む際に利用する機能。これも、権限を与えられたもののみが編集や削除が可能。
動画の追加・投稿
自分のお気に入りやコミュ参加しているメンバーに見せたいニコニコ動画内の動画を追加・投稿できる。

#### ニコニコ生放送関連
放送権限
コミュ管理者はもちろんだが、管理者が放送権限を認めようと思った会員にあげることができる機能。ただし、コミュ開設時に全員に放送権限を渡す設定にしていた場合は無条件でもらえる。しかし、この権限はプレミアム会員のみが行使できる。ただ、コミュオーナーが1ヶ月以上の長期ログアウト状態になると自動的にオーナー以外の人には放送制限がかかる。

## コミュニティ特権
ニコニコ生放送と連結した機能でコミュレベルに応じて付与される。ほとんどが2010年7月8日に追加された機能である。
一部機能は、ニコニコ生放送本体の仕様更新で実質廃止になったものも存在する。

### バックステージパス
Lv.20から付与される特権。略称は、BSP。通常コメは画面上を流れるのに対し、バックステージパスは下にポップアップ形式で表示される。なお、コミュ管理者は違う人が放送(ニコ生内ではジャック放送と言われている)しているときのみ、コミュレベル関係なくバックステージパスが付与される。
バックステージパスは、機能の維持が困難になっていたことにより、2019年に廃止となった。
| コミュレベル | 特権内容   |
| 通常         | 0人に付与  |
| Lv.20        | 2人に付与  |
| Lv.54        | 5人に付与  |
| Lv.80        | 10人に付与 |
| Lv.115       | 20人に付与 |

### アンケート機能
Lv.25から使える特権。最高9択まで設置可能で投票結果は0.1％単位で表示される。
現在はプレミアム会員であればコミュニティレベルに関係なく誰でも使用することが出来る。

### 割り込み機能
Lv.40から使える特権。ニコニコ生放送で早く枠を取るために先頭に割り込むことができる。通常は600ニコニコポイントを払うことで使える。
| コミュレベル | 特権内容 |
| 通常         | 600pt    |
| Lv.40        | 400pt    |
| Lv.50        | 200pt    |
| Lv.60        | 無料     |

### 枠予約について
Lv.46から使える特権。ニコニコ生放送で通常の枠取りとは別に30分おきに予約できる機能。通常は500ニコニコポイントを払うことで使える。
| コミュレベル | 特権内容 |
| 通常         | 500pt    |
| Lv.46        | 300pt    |
| Lv.69        | 100pt    |
| Lv.90        | 無料     |

### 枠延長について
Lv.57から使える特権。ニコニコ生放送で通常の枠は30分であるが、延長機能を使うと30分～最大300分延長できる機能。通常は500ニコニコポイントを払うことで使える。
| コミュレベル | 特権内容                                                              |
| 通常         | 500pt                                                                 |
| Lv.57        | 300pt                                                                 |
| Lv.74        | 100pt                                                                 |
| Lv.86        | 1枠分(30分)のみ無料(シルチケもしくはゴルチケがある場合はそちらを優先) |
| Lv.97        | 無料                                                                  |

### 座席数増加
Lv.66から使える特権。ニコニコ生放送で通常はアリーナ・立ち見合わせて1000席が用意されているが、この機能によって最大2000席まで収容できるようになった。
| コミュレベル | 特権内容           |
| 通常         | 1000人             |
| Lv.66        | 500人(最大1500人)  |
| Lv.105       | 1000人(最大2000人) |

### ニコニコ電話
2010年12月16日より正式に始まった新機能。レベル20以上のコミュニティオーナーが使用可能となっているようである。（2012年4月7日現在コミュニティレベル15以上で利用可能であることを確認。）ニコニコ生放送内でSkypeを使わずに抽選で携帯ユーザーを選んだうえで生主と話ができる機能。テスト期間の間は30～60秒程度だったが、正式対応後は60・120・180・∞の4つから選ぶことができるほかNGユーザー機能なども追加された。対応機種は全キャリアに対応している。ただし、その間の通話料等はユーザー側が負担しなくてはならない。この機能は2014年1月23日を似てサービス終了している。